# セネカ・アベニュー駅
セネカ・アベニュー駅（Seneca Avenue）は、クイーンズ区リッジウッドのセネカ・アベニューとパルメット・ストリート交差点に位置するニューヨーク市地下鉄BMTマートル・アベニュー線の駅で、M系統が終日停車する。

## 駅構造
| P ホーム階 | 西行線                     | ← 平日：フォレスト・ヒルズ駅行き（マートル-ワイコフ・アベニュース駅） ← 休日：エセックス・ストリート駅行き（マートル-ワイコフ・アベニュース駅） ← 深夜：マートル・アベニュー-ブロードウェイ駅行き（マートル-ワイコフ・アベニュース駅） |
| P ホーム階 | 島式ホーム、左側ドアが開く | |
| P ホーム階 | 東行線                     | → メトロポリタン・アベニュー駅行き（フォレスト・アベニュー駅）→ |
| M          | 改札階                     | 改札、駅員詰所、メトロカード自動券売機 |
| G          | 地上階                     | 出入口 |

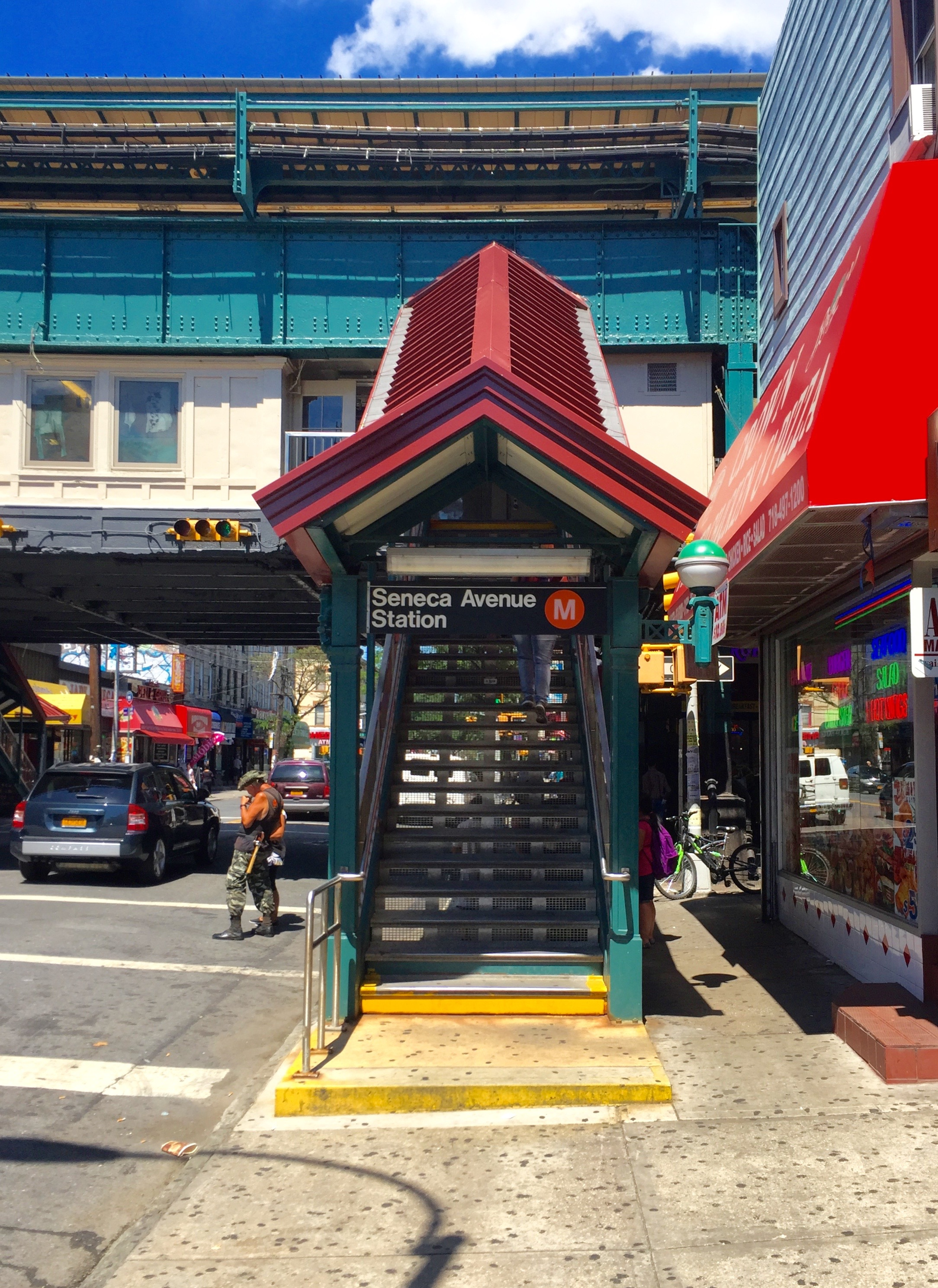
北東の入口

駅は1915年8月9日に開業、島式ホーム1面2線の高架駅である。ホームに金属製の屋根があり緑と黒の支柱で支えられている。
駅の北東ではダミーの地上線跡に沿って高架線が続く。南西には急行線を設置できるスペースがある。

### 出口
改札は1か所のみで、ホームから2つ階段が接続している。地上へはパルメット・ストリートとセネカ・アベニュー交差点の北東・南西に階段が1つずつ接続している。